# Gregori Camater
Gregori Camater (en grec: Γρηγόριος Καματηρός, Gregórios Kamatirós), fl. del 1088 al 1126/1132, fou un alt funcionari de l'Imperi Romà d'Orient. Era d'orígens humils, però gràcies a la seva excel·lent educació ascendí a alts càrrecs sota l'emperador Aleix I Comnè, fins al punt que fou logoteta de les oficines (càrrec equivalent a primer ministre) durant els regnats d'Aleix i el seu fill Joan II Comnè. El seu matrimoni amb Irene Ducena, parent de la família imperial, donà origen a la dinastia burocràtica dels Ducas-Camaters.